# Rallye Monte-Carlo 1981
Le Rallye Monte-Carlo 1981 (49e Rallye Monte-Carlo), disputé du 24 au 30 janvier 1981, est la quatre-vingt-huitième manche du championnat du monde des rallyes (WRC) courue depuis 1973, et la première manche du championnat du monde des rallyes 1981.

## Contexte avant la course

### Le championnat du monde

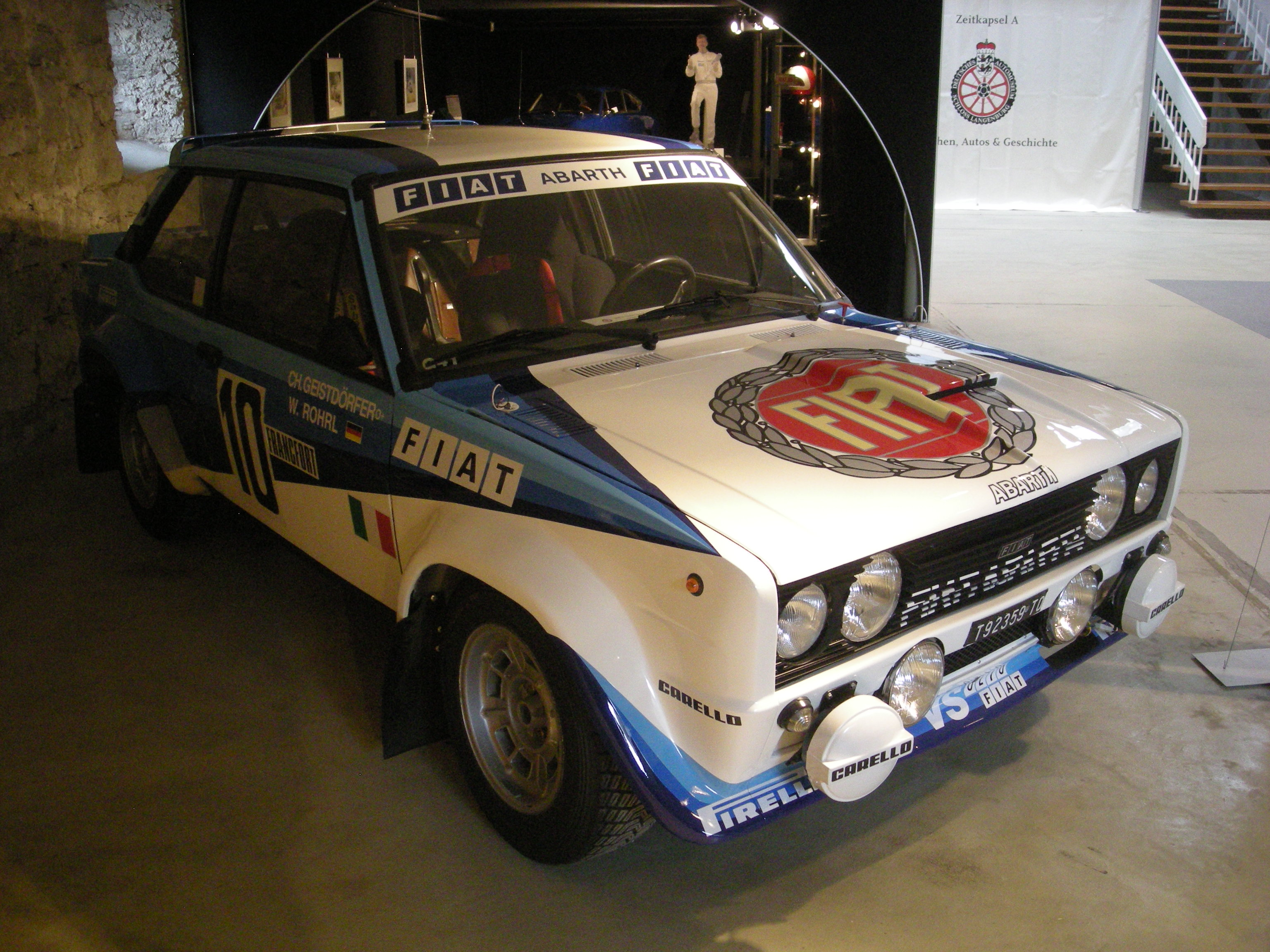
Walter Röhrl et sa Fiat 131 Abarth ont dominé la saison 1980.

Ayant succédé en 1973 au championnat international des marques (en vigueur de 1970 à 1972), le championnat du monde des rallyes se dispute sur une douzaine de manches, dont les plus célèbres épreuves routières internationales, telles le Rallye Monte-Carlo, le Safari ou le RAC Rally. Parallèlement au championnat des constructeurs, la Commission Sportive Internationale (CSI) a depuis 1979 créé un véritable championnat des pilotes qui fait suite à la controversée Coupe des conducteurs instaurée en 1977, dont le calendrier incluait des épreuves de second plan. Pour la saison 1981, la CSI a une nouvelle fois exclu la manche suédoise du championnat constructeurs, cette épreuve comptant uniquement pour le classement des pilotes, tout comme le Rallye du Brésil promu cette année au rang mondial. Huit des douze manches du calendrier se disputent en Europe, deux en Afrique et deux en Amérique du Sud. Elles sont réservées aux voitures des catégories suivantes :
- Groupe 1 : voitures de tourisme de série
- Groupe 2 : voitures de tourisme spéciales
- Groupe 3 : voitures de grand tourisme de série
- Groupe 4 : voitures de grand tourisme spéciales

L'année 1980 a été dominée par Fiat, le constructeur italien ayant imposé sa 131 Abarth à cinq reprises et obtenu son troisième titre mondial. Quatre de ces succès furent obtenus par Walter Röhrl, qui contrôla le championnat des pilotes dès le début de la saison. Auréolé du titre mondial, le pilote allemand devait effectuer la saison 1981 au sein de l'équipe Mercedes-Benz, mais le retrait inattendu du constructeur de Stuttgart laisse soudainement le nouveau champion du monde sans volant !
1981 coïncide avec l'entrée en lice d'Audi ; la marque d'Ingolstadt, s'appuyant sur l'expérimenté Hannu Mikkola, déploie cette année des moyens considérables et entend démontrer la supériorité de la transmission intégrale de sa nouvelle Quattro sur tous types de terrains, face aux traditionnelles Fiat, Datsun, Talbot et Ford, à transmission classique.

### L'épreuve
Créé en 1911 à l'initiative d'Antony Noghès et de René Léon, le Rallye Monte-Carlo est à l'origine de l'appellation « rallye » dans le sport automobile. Si la première édition ne comprenait que vingt-trois concurrents, partis de douze villes européennes différentes, l'épreuve gagna rapidement en notoriété dans les années 1920 et les moyennes imposées devinrent année après année plus sélectives. Les difficultés du parcours et de navigation, dans des conditions hivernales parfois extrêmes, ont vite incité les grands constructeurs à s'y affronter afin d'afficher les qualités routières de leurs produits. En 1968, les organisateurs introduisirent le classement 'scratch', principalement basé sur les résultats des secteurs chronométrés, en faisant une véritable épreuve de vitesse. Depuis 1973, le Rallye Monte-Carlo, toujours traditionnellement disputé en janvier, constitue l'épreuve inaugurale du championnat du monde. Le record de victoires est détenu par l'Italien Sandro Munari, qui s'y est imposé à quatre reprises entre 1972 et 1977, toujours sur Lancia. En matière de cloutage des pneus, le règlement a évolué par rapport à l'année précédente, la hauteur maximale étant désormais limitée à deux millimètres.

## Le parcours
- départ : 24 janvier 1981 (choix entre huit villes de départ)
- arrivée : 30 janvier 1981 à Monaco
- distance : de 4225 km à 4495 km (selon ville de départ), dont 756 km sur 32 épreuves spéciales
- surface : asphalte (conditions hivernales)
- Parcours divisé en quatre étapes : parcours de concentration, parcours de classement, parcours commun et parcours final[4]

### Parcours de concentration

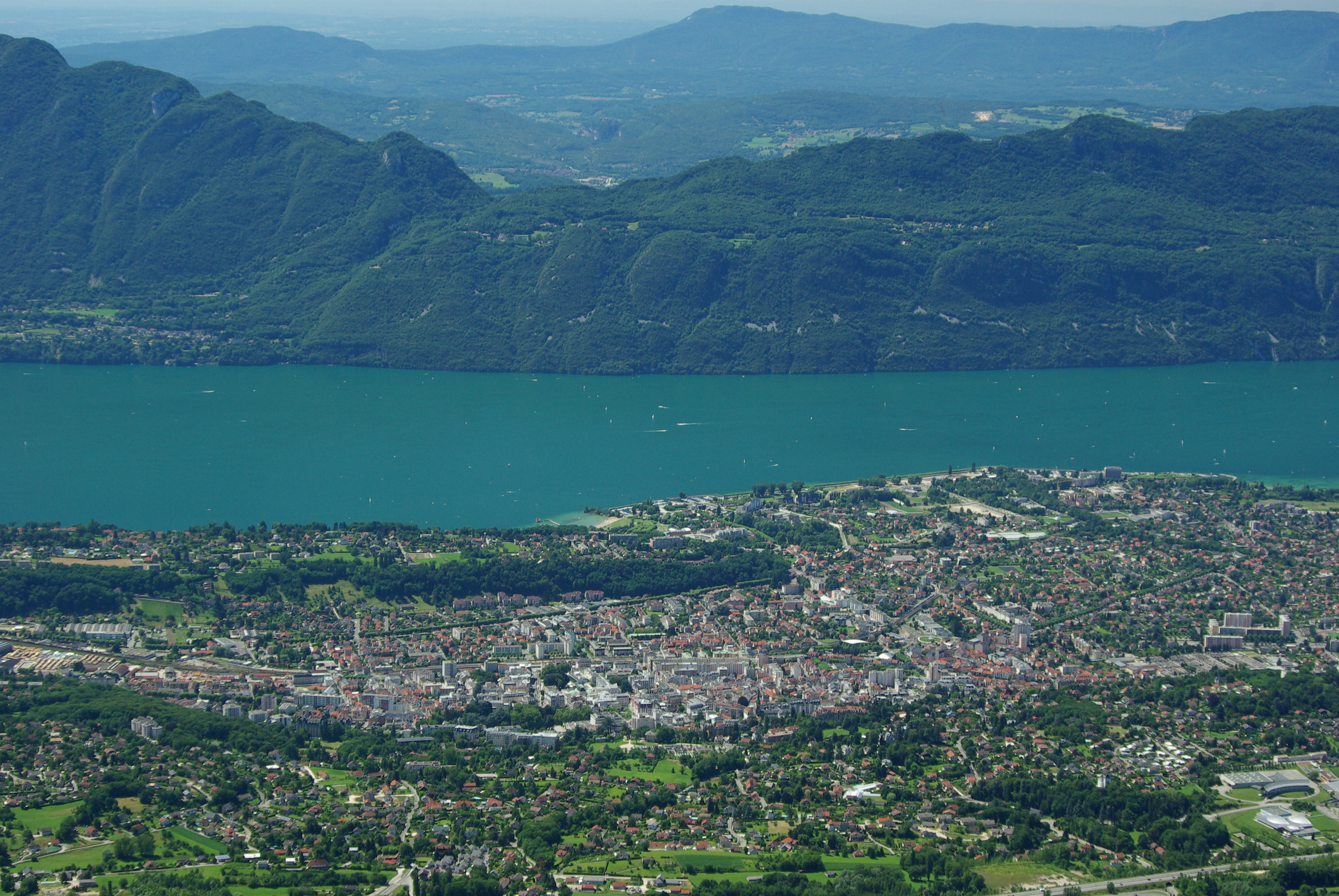
Aix-les-Bains, terme du parcours de concentration.

- huit parcours possibles, de 1074 à 1344 km, du 24 au 25 janvier :

1. Itinéraire de Bad Homburg (1344 km) : Bad Homburg - Munich - Innsbruck - Trente - Brescia - Aoste - Tunnel du Mont-Blanc - Seyssel - Ruffieux - Aix-les-Bains
2. Itinéraire de Lausanne (1176 km) : Lausanne - Pontarlier - Saint-Claude - Ambérieu-en-Bugey - Grenoble - Nyons - Alès - Labégude - Ambert - Feurs - Seyssel - Ruffieux - Aix-les-Bains
3. Itinéraire de Londres (1074 km) : Londres - Douvres - Calais - Reims - Stenay - Langres - Saint-Claude - Neuville-sur-Ain - Seyssel - Ruffieux - Aix-les-Bains
4. Itinéraire de Monte-Carlo (1182 km) : Monte-Carlo - Draguignan - Rians - Apt - Le Vigan - Pont-Pessil - Les Vans - Labégude - Ambert - Feurs - Seyssel - Ruffieux - Aix-les-Bains
5. Itinéraire de Paris (1097 km) : Paris - Nanterre - Soissons - Château-Thierry - Pont-Sainte-Marie - Châlons-sur-Marne - Reims - Stenay - Langres - Saint-Claude - Neuville-sur-Ain - Seyssel - Ruffieux - Aix-les-Bains
6. Itinéraire de Raamsdonk (1106 km) : Raamsdonk - Solingen - Trèves - Pont-à-Mousson - Langres - Saint-Claude - Neuville-sur-Ain - Seyssel - Ruffieux - Aix-les-Bains
7. Itinéraire de Rome (1189 km) : Rome - Rieti - Pérouse - Arezzo - Florence - Parme - Brescia - Aoste - Tunnel du Mont-Blanc - Seyssel - Ruffieux - Aix-les-Bains
8. Itinéraire de Saragosse (1261 km) : Saragosse - Andorre-la-Vieille - Béziers - Alès - Labégude - Ambert - Feurs - Seyssel - Ruffieux - Aix-les-Bains

Note : neuf itinéraires étaient initialement prévus, mais celui de Wrocław (1575 km) a été annulé, aucun équipage ne l'ayant retenu.

### Parcours de classement
- Aix-les-Bains - Corps - Chorges - Sisteron - Barrême - Puget-Théniers - Monaco, 581 km, du 25 au 26 janvier
- 6 épreuves spéciales, 150 km

### Parcours commun
- Monaco - Puget-Théniers - Castellane - Sisteron - Vals-les-Bains - Tournon - Vif - Gap - Digne - Monaco, 1969 km, du 26 au 28 janvier
- 18 épreuves spéciales, 436 km

### Parcours final
- Monaco - Digne - Monaco, 601 km, du 29 au 30 janvier
- 8 épreuves spéciales, 170 km

## Les forces en présence
- Fiat

Le premier constructeur italien a engagé deux 131 Abarth groupe 4 pour Markku Alén et Dario Cerrato, ainsi qu'une Ritmo Abarth groupe 2 confiée à Attilio Bettega. Ces voitures sont pratiquement inchangées par rapport à la saison dernière. Équipées d'un moteur deux litres seize soupapes à injection Kugelfischer développant environ 230 chevaux, les 131 Abarth pèsent environ une tonne. Plus légère (840 kg), la Ritmo ne dispose que de 165 chevaux. Les Fiat sont équipées de pneus Pirelli.
- Ford

Comme l'année précédente, la marque est uniquement représentée par des équipes privées, qui s'appuient sur d'excellents préparateurs. Björn Waldegård pilote une Escort RS1800 groupe 4 (1000 kg, moteur deux litres alimenté par carburateurs, 260 chevaux) engagée par Publimmo Racing et préparée chez David Sutton. Ari Vatanen dispose d'un modèle identique, engagé par l'équipe Rothmans. La voiture de Waldegård fait appel aux pneus Michelin, tandis que Vatanen utilise des pneus Pirelli. Ce sont les équipages les plus en vue du constructeur, également présent en groupe 2 avec le pilote espagnol Salvador Servià, au volant d'une Fiesta (860 kg, 150 chevaux).
- Opel

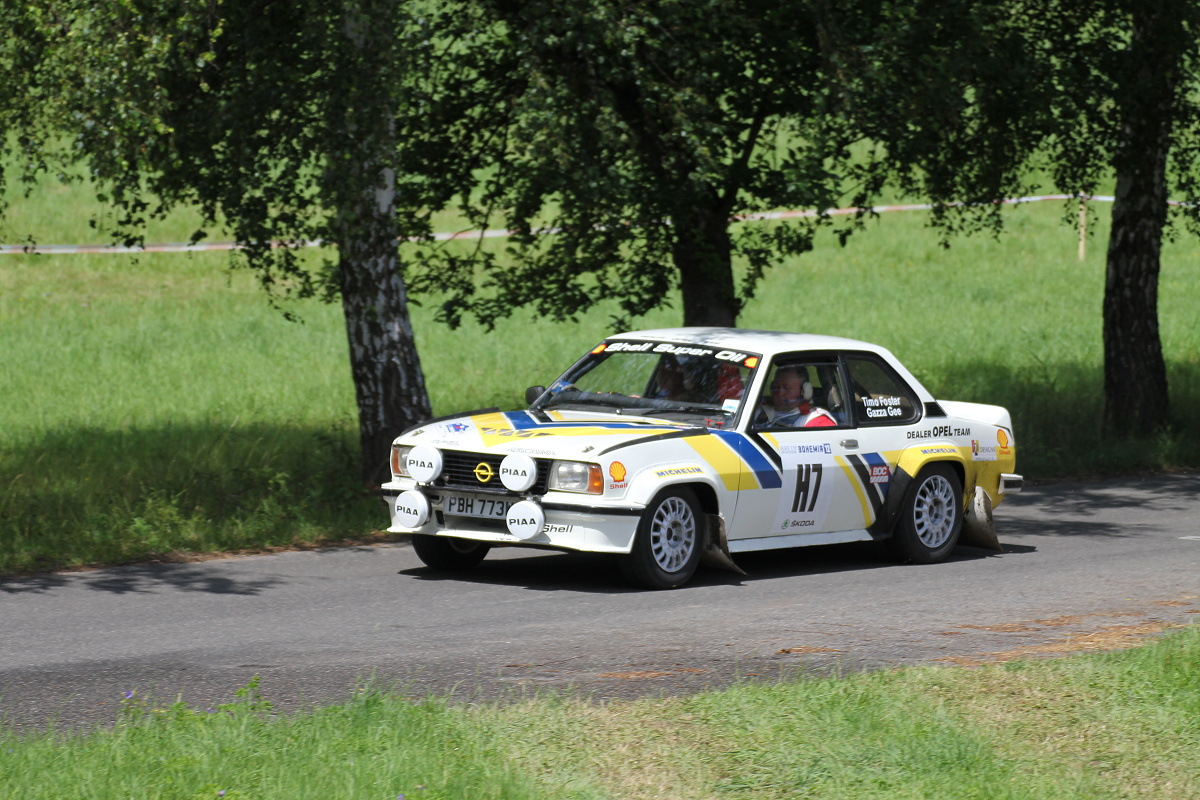
Une Opel Ascona 400 lors d'une épreuve historique.

Très prisée des pilotes amateurs, la marque allemande est l'une des plus représentées, avec une quarantaine de voitures au départ. L'Euro Händler Team a engagé une Ascona 400 groupe 4 pour Jochi Kleint, Anders Kulläng disposant d'un modèle identique engagé par Publimmo Racing. Ces voitures de 1050 kg sont équipées d'un moteur quatre cylindres de 2420 cm3 développé chez Cosworth, délivrant 240 chevaux. Elles utilisent des pneus Michelin. Les Kadett GT/E et Ascona fournissent le gros du plateau en groupes 1 et 2, Jean-Louis Clarr et Bror Danielsson faisant partie des favoris en tourisme de série au volant de leurs Ascona i2000.
- Renault

Renault Sport a préparé deux Renault 5 Turbo groupe 4 pour Jean Ragnotti (aux couleurs Elf) et Bruno Saby (aux couleurs Calberson). Ces voitures pèsent 925 kg et sont équipées d'un moteur quatre cylindres de 1397 cm3, placé en position centrale arrière. Elles utilisent un système d'injection Bosch K-Jetronic et la suralimentation est assurée par un turbocompresseur Garrett T3. La puissance disponible est de 250 chevaux à 6000 tr/min. Au côté des deux pilotes officiels, Alain Coppier dispose d'une version préparée chez Politecnic, dotée d'un moteur de série de 160 chevaux. Si Renault Sport utilise exclusivement des pneus Michelin, Coppier a également la possibilité d'utiliser des gommes Pirelli.
- Talbot

Talbot a engagé deux Sunbeam Lotus groupe 2 pour ses pilotes habituels Guy Fréquelin et Henri Toivonen, ce dernier découvrant l'épreuve monégasque. Leur moteur quatre cylindres seize soupapes de 2217 cm3, alimenté par deux carburateurs double-corps, délivre 240 chevaux. Pesant 1050 kg, elles sont équipées de pneus Michelin.
- Audi

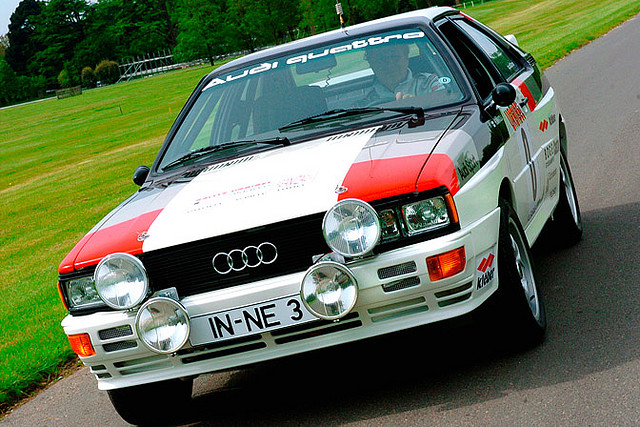
La nouvelle Audi Quattro groupe 4.

Audi Motorsport fait débuter en championnat ses nouvelles Quattro à traction intégrale, tout juste homologuées en groupe 4. Cette voiture s'est déjà illustrée en championnat d'Europe, Franz Wittmann ayant remporté le Rallye Jänner (en Autriche), pour sa première sortie officielle. Relativement encombrant, le coupé Quattro pèse environ 1100 kg. Son moteur cinq cylindres de 2144 cm3, équipé d'un système d'injection directe, est suralimenté par un turbo-compresseur KKK. La puissance est de l'ordre de 300 chevaux à 6300 tr/min. Deux voitures ont été engagées, Hannu Mikkola étant épaulé par Michèle Mouton. Tous deux utilisent des pneus Kléber.
- Datsun

Par le biais de sa filiale européenne, le constructeur japonais a engagé la nouvelle version groupe 4 de sa Violet GT. Equipée d'un moteur deux litres à seize soupapes, elle dispose de 230 chevaux. Elle est aux mains de Rauno Aaltonen et utilise des pneus Kléber.
- Lancia

Bernard Darniche dispose de son habituelle Stratos HF groupe 4 (970 kg, moteur central arrière V6 de 2400 cm3, environ 280 chevaux), préparée par l'écurie Chardonnet. Elle est équipée de pneus Pirelli.
- Porsche

Esso a engagé deux Porsche 911 SC groupe 4 pour Jean-Luc Thérier et Jacques Alméras. Préparées chez Alméras, ces voitures pèsent 1140 kg et disposent d'un moteur six cylindres de trois litres monté en porte-à-faux arrière, d'une puissance de 295 chevaux. Elles sont équipées de pneus Michelin. La marque est également représentée en groupe 3, avec notamment Jean-Pierre Ballet et Christian Gardavot sur des 911 SC de série, favoris dans cette catégorie.
- Volkswagen

Comme en 1980, Per Eklund s'aligne sur une Golf GTI groupe 2 (775 kg, 160 chevaux). Il utilise des pneus Pirelli.

## Déroulement de la course

### Parcours de concentration

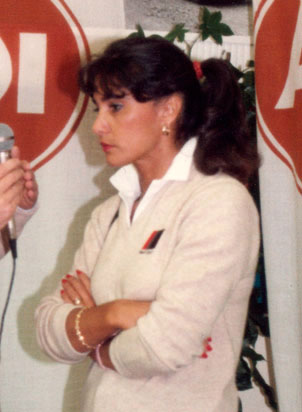
Michèle Mouton, éliminée prématurément de la course.

Les 263 équipages s'élancent d'une des huit villes de départ (suivant l'itinéraire choisi) le samedi 24 janvier. 77 partent de Paris, 68 de Monte-Carlo, 67 de Lausanne, 27 de Bad Homburg, 10 de Rome, 6 de Saragosse, 5 de Londres et 3 de Ramsdonk. Sans difficulté aucune, le parcours de concentration va cependant sonner le glas des espoirs de Michèle Mouton, partie de Paris au volant de sa nouvelle Audi Quattro, en panne après seulement quinze kilomètres à cause de sable et d’impuretés dans le système d'injection. Mais, sa voiture ayant dû être remorquée avant le remplacement de la pompe et du circuit d'alimentation, la mise hors-course est inéluctable aussi l'équipage renonce-t-il après le contrôle horaire de Stenay. Sur l'autre Audi, Hannu Mikkola, parti de Bad Homburg, va également connaître un problème le dimanche, alternateur défaillant, mais parvient à rallier Aix-les-Bains sans être pénalisé. La veille, Jean Ragnotti avait aussi connu une alerte, le turbo de sa Renault 5 Turbo tombant en panne avant Château-Thierry, à cause d'un problème électrique qui sera rapidement résolu au point d'assistance. Ce seront les seuls incidents affectant les équipages de pointe, et, hormis Michèle Mouton, tous les favoris parviennent à rallier Aix-les-Bains dans les délais. Parmi les amateurs, six équipages ont dû abandonner ; 256 voitures prendront donc le départ du parcours de classement.

### Parcours de classement
Il a fait froid au cours du week-end et la neige est abondante au départ du parcours de classement, le dimanche soir. Les conditions sont donc idéales pour Hannu Mikkola, le pilote finlandais exploitant au mieux la transmission intégrale de son Audi Quattro pour écœurer tous ses adversaires dans le secteur du Revard : dans cette spéciale d’abord enneigée puis verglacée, il distance largement les autres favoris, leur prenant plus de trois secondes au kilomètres ! Après seulement quatorze kilomètres chronométrés, il possède déjà une marge d'une cinquantaine de secondes sur les Renault 5 Turbo de Bruno Saby et Jean Ragnotti. Neige et verglas étant également présents sur les autres épreuves disputées au cours de la nuit, Mikkola va se construire un avantage considérable, ralliant Monaco au petit matin avec près de six minutes d'avance sur la Porsche de Jean-Luc Thérier, qui grâce à sa performance dans le dernier secteur du parcours de classement, sur les hauteurs de Sisteron, dans laquelle il ne concède que trente secondes à l'Audi de tête, a débordé Ragnotti. Handicapé par un mauvais choix de pneus dans la spéciale de Saint-Barthélemy, puis par un problème de flexible de freins, Saby a rétrogradé à la septième place, se trouvant devancé par la Talbot de Guy Fréquelin (largement en tête du groupe 2), la Fiat de Markku Alén et l'Opel de Jochi Kleint. Un moment troisième, Björn Waldegård a perdu plus d'un quart d'heure sur sortie de route dans la dernière spéciale, plongeant à la trente-troisième place du classement général, un coup dur pour Ford dont la seconde voiture, pilotée par Ari Vatanen, a été retardée par des problèmes électriques et n'occupe que la dix-huitième place. Handicapé par des pneumatiques inadaptés à sa voiture, Bernard Darniche n'a jamais pu placer sa Lancia Stratos aux avant-postes ; onzième, il accuse déjà un retard de plus de dix minutes. En tourisme de série, la lutte est très serrée entre les Opel de Bror Danielsson et de Jean-Louis Clarr, respectivement treizième et quinzième au classement général, séparés d'une dizaine de secondes. 28 équipages ont abandonné sur ce parcours de classement, mais 28 autres vont être éliminés, seuls les 200 premiers étant qualifiés pour le parcours commun.

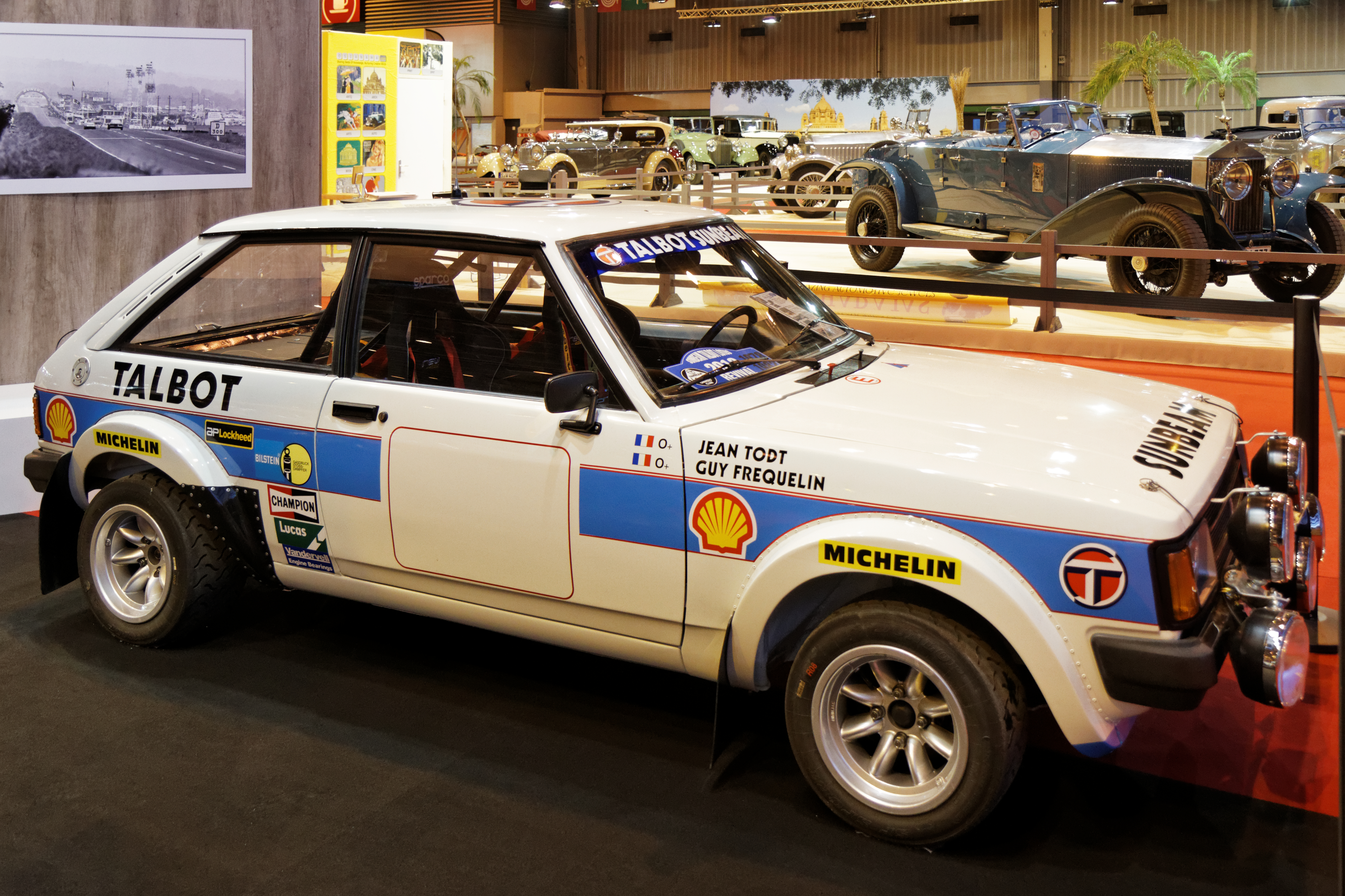
La Talbot Lotus de Fréquelin, dominatrice en groupe 2.

| Pos. | Pilote             | Copilote                | Voiture              | Groupe | Temps           | Écart         |
| ---- | ------------------ | ----------------------- | -------------------- | ------ | --------------- | ------------- |
| 1    | Hannu Mikkola      | Arne Hertz              | Audi Quattro         | 4      | 2 h 05 min 37 s |               |
| 2    | Jean-Luc Thérier   | Michel Vial             | Porsche 911 SC       | 4      | 2 h 11 min 31 s | + 5 min 54 s  |
| 3    | Jean Ragnotti      | Jean-Marc Andrié        | Renault 5 Turbo      | 4      | 2 h 11 min 49 s | + 6 min 12 s  |
| 4    | Guy Fréquelin      | Jean Todt               | Talbot Sunbeam Lotus | 2      | 2 h 11 min 55 s | + 6 min 18 s  |
| 5    | Markku Alén        | Ilkka Kivimäki          | Fiat 131 Abarth      | 4      | 2 h 12 min 58 s | + 7 min 21 s  |
| 6    | Jochi Kleint       | Gunter Wanger           | Opel Ascona 400      | 4      | 2 h 13 min 02 s | + 7 min 25 s  |
| 7    | Bruno Saby         | Daniel Le Saux          | Renault 5 turbo      | 4      | 2 h 13 min 35 s | + 7 min 58 s  |
| 8    | Attilio Bettega    | Maurizio Perissinot     | Fiat Ritmo Abarth    | 2      | 2 h 13 min 43 s | + 8 min 06 s  |
| 9    | Anders Kulläng     | Bruno Berglund          | Opel Ascona 400      | 4      | 2 h 14 min 22 s | + 8 min 45 s  |
| 10   | Per Eklund         | Ragnar Spjuth           | Volkswagen Golf GTI  | 2      | 2 h 15 min 22 s | + 9 min 45 s  |
| 11   | Bernard Darniche   | Alain Mahé              | Lancia Stratos HF    | 4      | 2 h 16 min 28 s | + 10 min 51 s |
| 12   | Thierry Lousteau   | Hervé Guibert           | Alpine A310 V6       | 4      | 2 h 16 min 28 s | + 10 min 51 s |
| 13   | Bror Danielsson    | Bob de Jong             | Opel Ascona i2000    | 1      | 2 h 19 min 00 s | + 13 min 23 s |
| 14   | Rauno Aaltonen     | Kevin Gormley           | Datsun Violet GT     | 4      | 2 h 19 min 04 s | + 13 min 27 s |
| 15   | Jean-Louis Clarr   | Jean-François Fauchille | Opel Ascona i2000    | 1      | 2 h 19 min 15 s | + 13 min 38 s |
| 16   | Henri Toivonen     | Fred Gallagher          | Talbot Sunbeam Lotus | 2      | 2 h 19 min 16 s | + 13 min 39 s |
| 17   | Jacques Alméras    | 'Tilber'                | Porsche 911 SC       | 4      | 2 h 19 min 39 s | + 14 min 02 s |
| 18   | Ari Vatanen        | David Richards          | Ford Escort RS1800   | 4      | 2 h 19 min 57 s | + 14 min 20 s |
| 19   | Guillaume Sanson   | Christian Mazloumian    | Porsche 911 SC       | 4      | 2 h 21 min 34 s | + 15 min 57 s |
| 20   | Jean-Pierre Ballet | Alain Garçon            | Porsche 911 SC       | 3      | 2 h 21 min 49 s | + 16 min 12 s |

### Parcours commun

#### Monaco - Vals-les-Bains

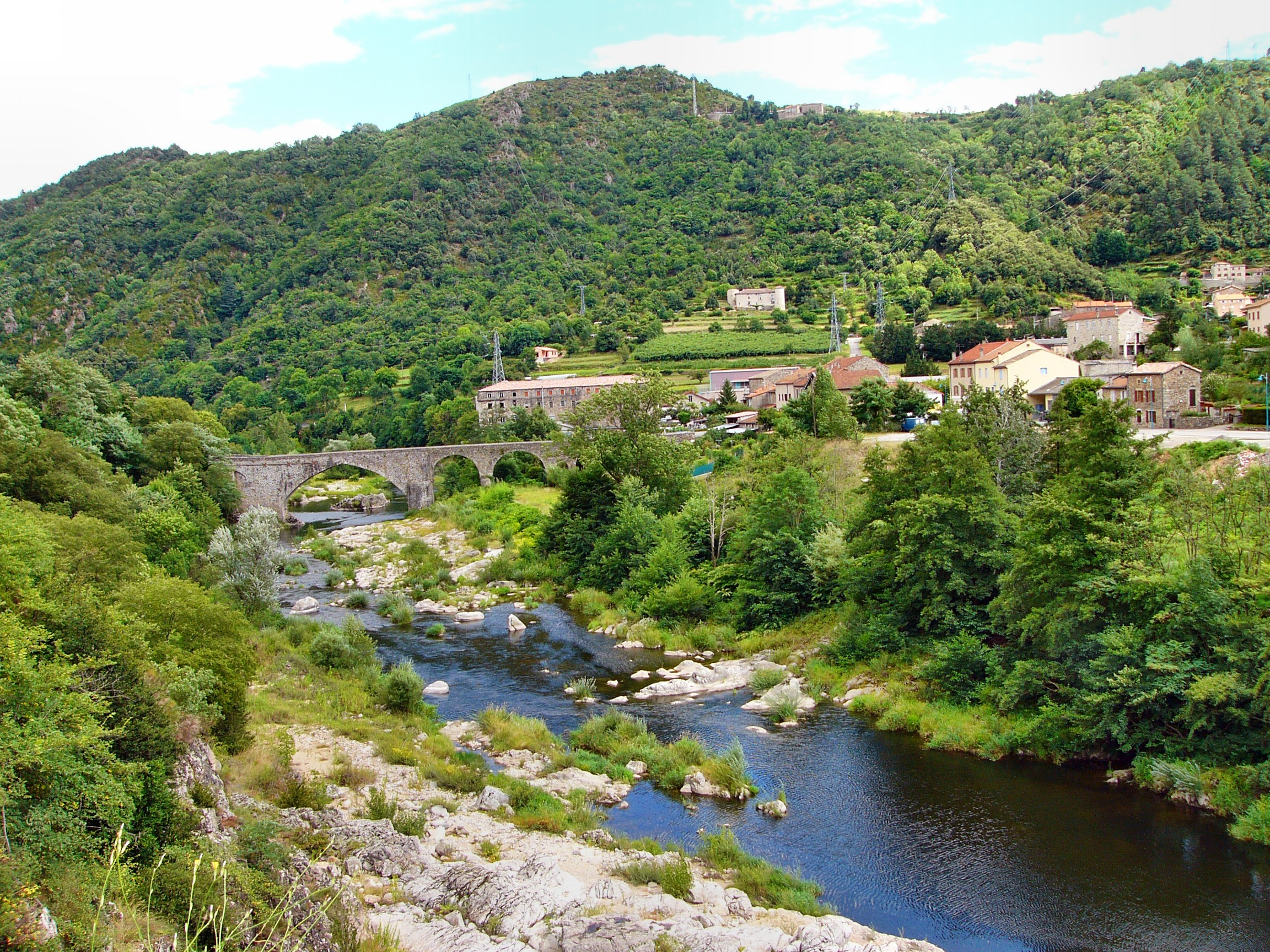
Le secteur du Moulinon, couru sur une route parfaitement sèche.

Les 200 équipages restants en course repartent de Monaco peu avant minuit, ayant bénéficié d'une demi-journée de repos. Jusqu'alors handicapé par des pneus inadaptés, Bernard Darniche (Lancia Stratos) se montre le plus rapide dans le secteur du col de Turini, peu verglacé, profitant d'une descente entièrement sèche et des ennuis de courroie d'alternateur affectant l'Audi de Mikkola, qui perd une minute et demie sur Thérier. Les deux spéciales suivantes, avec peu de neige, n'apportent pas de changement significatif, mais les meilleurs temps réalisés par Saby démontrent que la Quattro n'est pas invincible dans toutes les conditions. Mikkola retrouve un peu de sa superbe dans le secteur suivant, profitant des conditions hivernales. Son avance au petit-jour reste est toujours confortable, bien que ramenée sous la barre des cinq minutes. C'est alors que va se produire le premier coup de théâtre : dans le secteur du col des Roustans verglacé, le pilote finlandais loupe la pédale de freins et l'Audi percute un petit pont. La suspension avant gauche est très endommagée et, bien que parvenant à repartir, l'équipage perd douze minutes, tombant à la neuvième place à sept minutes et demie de Thérier, qui s'empare du commandement de la course devant Fréquelin qui a dépassé Ragnotti. C'est sur trois roues que Mikkola rejoint son assistance, où sa voiture est remise en état, le train avant restant toutefois faussé. Il ne parvient pas à rejoindre le contrôle horaire du Moulinon dans le temps imparti, une pénalisation de quatre minutes lui faisant perdre une place supplémentaire. La spéciale suivante est totalement sèche et permet à Ragnotti de signer un excellent chrono, reprenant la seconde place à Fréquelin, qui a dû continuer en pneus cloutés, les mécaniciens de Talbot s'étant trompés de route pour rejoindre le point d'assistance ! La course reste très ouverte lorsque les concurrents rejoignent le parc fermé de Vals-les-Bains, au début de l'après-midi du mardi pour une neutralisation de trois heures : l'avance de Thérier sur Ragnotti est alors d'un peu plus d'une minute, Fréquelin, toujours largement dominateur du groupe 2, n'étant qu'à cinquante secondes derrière, tandis que la quatrième place est très disputée entre l'Opel de Jochi Kleint et la Renault 5 Turbo de Saby. Darniche est remonté à la sixième place, devant Alén. Par contre la situation a empiré pour Mikkola, tombé à la onzième place, ayant dû disputer la spéciale du Moulinon avec une voiture au comportement très délicat.
| Pos. | Pilote           | Copilote         | Voiture              | Groupe | Temps           | Écart         |
| ---- | ---------------- | ---------------- | -------------------- | ------ | --------------- | ------------- |
| 1    | Jean-Luc Thérier | Michel Vial      | Porsche 911 SC       | 4      | 3 h 54 min 10 s |               |
| 2    | Jean Ragnotti    | Jean-Marc Andrié | Renault 5 Turbo      | 4      | 3 h 55 min 28 s | + 1 min 18 s  |
| 3    | Guy Fréquelin    | Jean Todt        | Talbot Sunbeam Lotus | 2      | 3 h 56 min 18 s | + 2 min 08 s  |
| 4    | Jochi Kleint     | Gunter Wanger    | Opel Ascona 400      | 4      | 3 h 57 min 14 s | + 3 min 04 s  |
| 5    | Bruno Saby       | Daniel Le Saux   | Renault 5 turbo      | 4      | 3 h 57 min 30 s | + 3 min 20 s  |
| 6    | Bernard Darniche | Alain Mahé       | Lancia Stratos HF    | 4      | 3 h 59 min 36 s | + 5 min 26 s  |
| 7    | Markku Alén      | Ilkka Kivimäki   | Fiat 131 Abarth      | 4      | 3 h 59 min 54 s | + 5 min 44 s  |
| 8    | Anders Kulläng   | Bruno Berglund   | Opel Ascona 400      | 4      | 4 h 00 min 17 s | + 6 min 07 s  |
| 9    | Henri Toivonen   | Fred Gallagher   | Talbot Sunbeam Lotus | 2      | 4 h 04 min 13 s | + 10 min 03 s |
| 10   | Jacques Alméras  | 'Tilber'         | Porsche 911 SC       | 4      | 4 h 06 min 24 s | + 12 min 14 s |
| 11   | Hannu Mikkola    | Arne Hertz       | Audi Quattro         | 4      | 4 h 08 min 28 s | + 14 min 18 s |

#### Vals-les-Bains - Gap
Les équipages repartent de Vals après une pause de trois heures. Chez Audi, on a pu profiter de cette période pour remettre partiellement en état la voiture de Mikkola. Le secteur de La Souche est à peine enneigé et n'apporte pas de changement significatif au classement. Le choix des pneumatiques s'avère plus délicat dans le secteur de Burzet : la route est majoritairement sèche mais certaines portions sont verglacées. Thérier s'y montre le plus rapide, exploitant au mieux ses pneus 'Racing' cloutés, et porte d'un coup son avance sur Ragnotti (parti sans clous) à plus de deux minutes et demie. La boucle de Saint-Bonnet-le-Froid est entièrement enneigée. Fréquelin s'y montre le plus rapide, devançant Thérier de quelques secondes, et reprend la seconde place à Ragnotti. Ce dernier réagit dans le secteur de Saint-Jean-en-Royans, où les conditions hivernales sont aggravées par un épais brouillard ; il récupère sa place de dauphin, revenant à moins de trois minutes de Thérier. Le pilote Renault se montre à nouveau le plus rapide dans les deux spéciales suivantes, confortant sa position. Thérier conserve néanmoins une avance confortable lorsqu'il rallie le parc fermé de Gap, avec une marge de près de deux minutes et demie sur Ragnotti. Fréquelin, troisième, est à près de quatre minutes. Il devance Kleint et Saby, toujours en lutte pour la quatrième place. Alors qu'il était revenu parmi les dix premiers, Mikkola est tombé en panne de direction dans le secteur de Saint-Barthélemy : la réparation de fortune va lui coûter plus de quarante minutes et toute chance de bien figurer. Cent-quarante-six équipages sont encore en course.

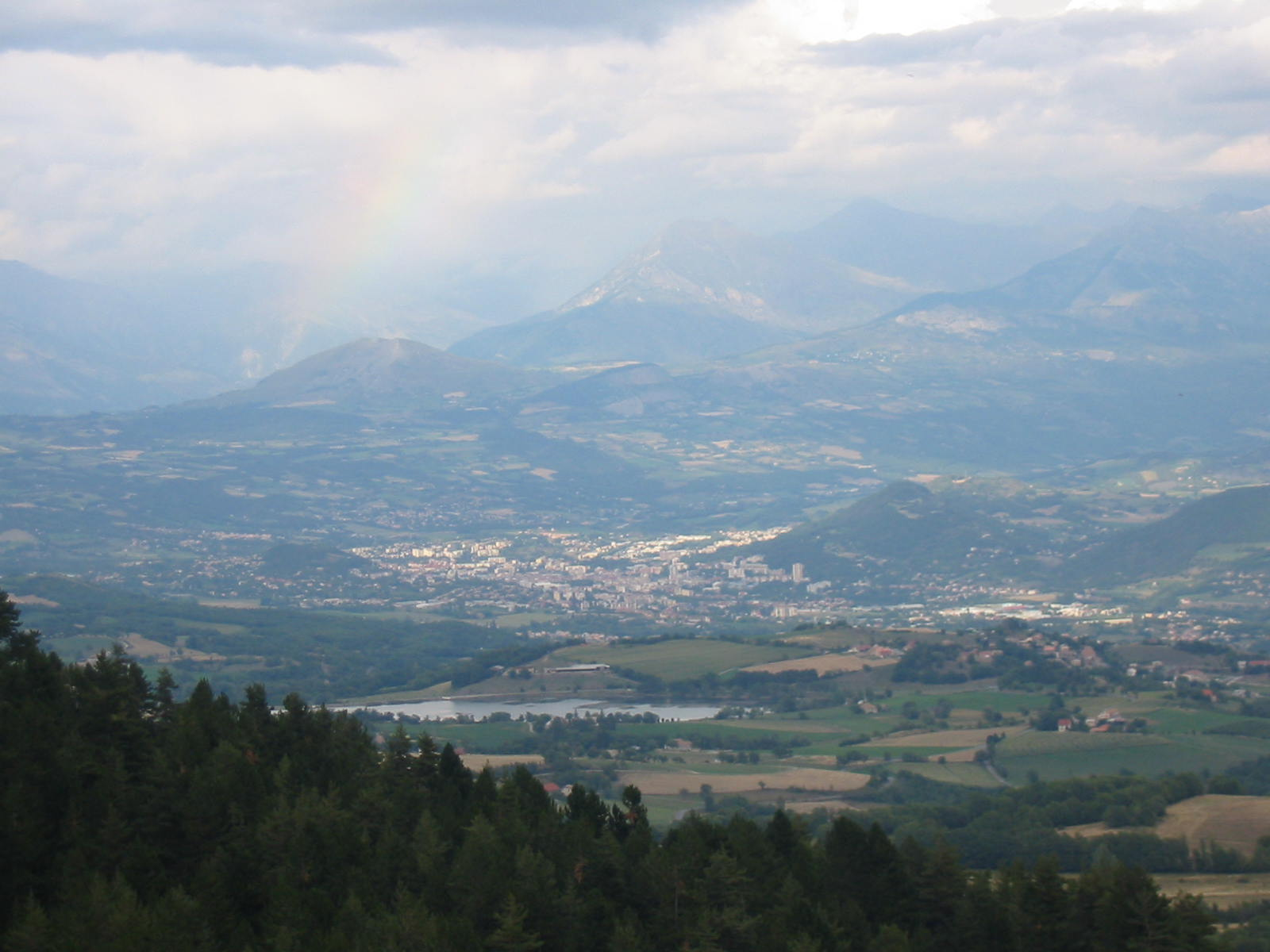
Gap, ville étape du parcours commun.

| Pos. | Pilote           | Copilote         | Voiture              | Groupe | Temps           | Écart         |
| ---- | ---------------- | ---------------- | -------------------- | ------ | --------------- | ------------- |
| 1    | Jean-Luc Thérier | Michel Vial      | Porsche 911 SC       | 4      | 6 h 13 min 56 s |               |
| 2    | Jean Ragnotti    | Jean-Marc Andrié | Renault 5 Turbo      | 4      | 6 h 16 min 19 s | + 2 min 23 s  |
| 3    | Guy Fréquelin    | Jean Todt        | Talbot Sunbeam Lotus | 2      | 6 h 17 min 47 s | + 3 min 51 s  |
| 4    | Jochi Kleint     | Gunter Wanger    | Opel Ascona 400      | 4      | 6 h 19 min 16 s | + 5 min 20 s  |
| 5    | Bruno Saby       | Daniel Le Saux   | Renault 5 turbo      | 4      | 6 h 20 min 29 s | + 6 min 33 s  |
| 6    | Anders Kulläng   | Bruno Berglund   | Opel Ascona 400      | 4      | 6 h 23 min 36 s | + 9 min 40 s  |
| 7    | Markku Alén      | Ilkka Kivimäki   | Fiat 131 Abarth      | 4      | 6 h 27 min 08 s | + 13 min 12 s |
| 8    | Henri Toivonen   | Fred Gallagher   | Talbot Sunbeam Lotus | 2      | 6 h 28 min 45 s | + 14 min 49 s |
| 9    | Bernard Darniche | Alain Mahé       | Lancia Stratos HF    | 4      | 6 h 29 min 31 s | + 15 min 35 s |
| 10   | Jacques Alméras  | 'Tilber'         | Porsche 911 SC       | 4      | 6 h 36 min 05 s | + 22 min 09 s |

#### Gap - Monaco
La course reprend après trois heures de pause. Neige et verglas sont toujours présents. Ragnotti continue à attaquer pour réduire son retard sur Thérier, mais dans le col des Garcinets deux tête-à-queue dans des zones verglacées vont lui faire perdre une trentaine de secondes sur la Porsche de tête. Thérier accentue encore son avance dans le secteur de Jabron, où malgré une route partiellement enneigée il choisit de partir en pneus mixtes non cloutés, un pari qui va s'avérer payant. Et c'est finalement fort de plus de trois minutes d'avance sur Ragnotti que le pilote normand regagne Monaco. Fréquelin, toujours troisième (et premier du groupe 2), est à plus de quatre minutes et demie, tandis que Kleint et Saby comptent désormais plus de sept minutes de retard. En groupe 1, Clarr (dix-septième au classement général), a nettement pris l'avantage sur son coéquipier Danielsson. Cent-trente quatre concurrents sont parvenus au terme du parcours commun, mais seuls les cent premiers disputeront le parcours final.
| Pos. | Pilote            | Copilote                | Voiture                 | Groupe | Temps           | Écart         |
| ---- | ----------------- | ----------------------- | ----------------------- | ------ | --------------- | ------------- |
| 1    | Jean-Luc Thérier  | Michel Vial             | Porsche 911 SC          | 4      | 7 h 49 min 22 s |               |
| 2    | Jean Ragnotti     | Jean-Marc Andrié        | Renault 5 Turbo         | 4      | 7 h 52 min 35 s | + 3 min 13 s  |
| 3    | Guy Fréquelin     | Jean Todt               | Talbot Sunbeam Lotus    | 2      | 7 h 54 min 01 s | + 4 min 39 s  |
| 4    | Jochi Kleint      | Gunter Wanger           | Opel Ascona 400         | 4      | 7 h 56 min 33 s | + 7 min 11 s  |
| 5    | Bruno Saby        | Daniel Le Saux          | Renault 5 turbo         | 4      | 7 h 57 min 07 s | + 7 min 45 s  |
| 6    | Anders Kulläng    | Bruno Berglund          | Opel Ascona 400         | 4      | 8 h 01 min 25 s | + 12 min 03 s |
| 7    | Henri Toivonen    | Fred Gallagher          | Talbot Sunbeam Lotus    | 2      | 8 h 05 min 56 s | + 16 min 34 s |
| 8    | Markku Alén       | Ilkka Kivimäki          | Fiat 131 Abarth         | 4      | 8 h 06 min 24 s | + 17 min 02 s |
| 9    | Bernard Darniche  | Alain Mahé              | Lancia Stratos HF       | 4      | 8 h 10 min 01 s | + 20 min 39 s |
| 10   | Björn Waldegård   | Hans Thorszelius        | Ford Escort RS1800      | 4      | 8 h 14 min 57 s | + 25 min 35 s |
| 11   | Jacques Alméras   | 'Tilber'                | Porsche 911 SC          | 4      | 8 h 15 min 28 s | + 26 min 06 s |
| 12   | Alain Coppier     | Josépha Laloz           | Renault 5 Turbo         | 4      | 8 h 22 min 34 s | + 33 min 12 s |
| 13   | Guillaume Sanson  | Christian Mazloumian    | Porsche 911 SC          | 4      | 8 h 30 min 26 s | + 41 min 04 s |
| 14   | Rauno Aaltonen    | Kevin Gormley           | Datsun Violet GT        | 4      | 8 h 34 min 57 s | + 45 min 35 s |
| 15   | Thierry Lousteau  | Hervé Guibert           | Alpine A310 V6          | 4      | 8 h 35 min 17 s | + 45 min 55 s |
| 16   | Dario Cerrato     | Luciano Guizzardi       | Fiat 131 Abarth         | 4      | 8 h 35 min 35 s | + 46 min 13 s |
| 17   | Jean-Louis Clarr  | Jean-François Fauchille | Opel Ascona 2000        | 1      | 8 h 35 min 59 s | + 46 min 37 s |
| 18   | Jürgen Barth      | Roland Kussamul         | Porsche 924 Carrera GTS | 4      | 8 h 41 min 29 s | + 52 min 07 s |
| 19   | Bror Danielsson   | Bob de Jong             | Opel Ascona 2000        | 1      | 8 h 42 min 13 s | + 52 min 51 s |
| 20   | Olivier Lamirault | Chantal Sola            | Alpine A310 V6          | 4      | 8 h 42 min 37 s | + 53 min 15 s |
| 22   | Hannu Mikkola     | Arne Hertz              | Audi Quattro            | 4      | 8 h 49 min 01 s | + 59 min 39 s |

### Parcours final

#### Monaco - Digne

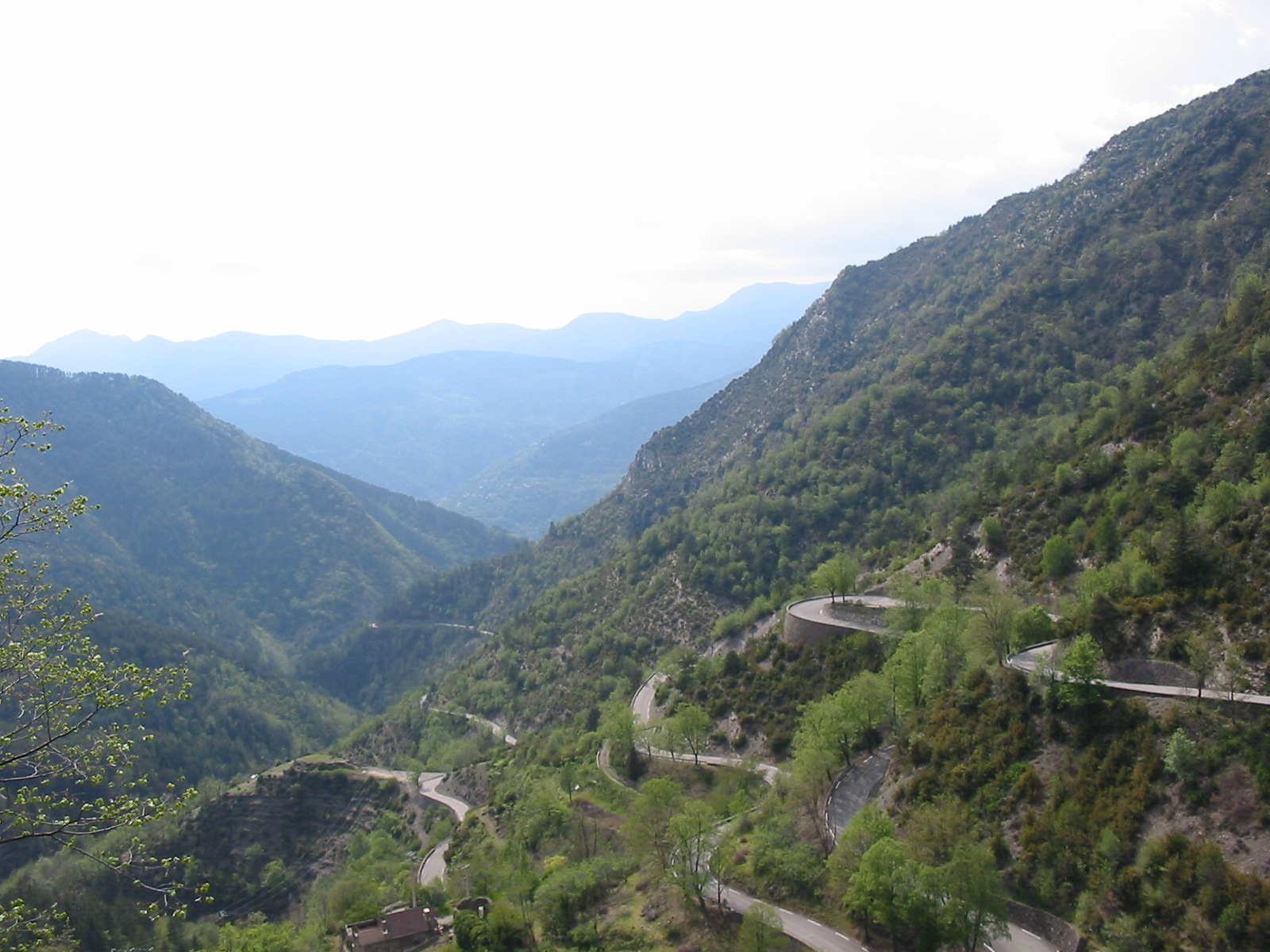
Le col de Turini, première spéciale du parcours final.

Les cent équipages qualifiés repartent de Monaco le jeudi soir. Ils abordent la spéciale du col de Turini une heure plus tard : la route est sèche, hormis quelques passages verglacés. Ouvrant la route, Thérier franchit le col sans encombre mais alors qu'il amorce la descente il arrive sur une grosse plaque de neige déposée par des spectateurs malveillants ; équipé de pneus 'slick', il ne peut éviter la sortie de route et tape un rocher, pliant la roue arrière gauche. Il tente de continuer mais la transmission cède un peu plus loin, entraînant l'abandon du pilote normand alors qu'il avait quasiment course gagnée. L'épreuve est décapitée et Ragnotti se retrouve en tête avec deux minutes d'avance sur la Talbot de Fréquelin. Les épreuves suivantes se déroulent en majorité sur route sèche et permettent à Darniche de se mettre en évidence, son retard initial ne lui permettant toutefois pas d'inquiéter les favoris. Alors qu'il occupait une belle quatrième place, Saby se fait également surprendre par une plaque de neige apportée par des spectateurs (!) dans la spéciale d'Annot ; il perd le contrôle de sa Renault 5 qui achève sa course dans un trou. Mikkola avait définitivement abandonné un peu plus tôt, à cause d'une sortie de route provoquée par une panne de freins. 
Ragnotti rallie le parc fermé de Digne avec un peu plus d'une minute et demie d'avance sur Fréquelin. Seuls ces deux hommes sont encore en lice pour la victoire, Kleint, troisième, comptant plus de cinq minutes de retard sur la Renault de tête.
| Pos. | Pilote           | Copilote         | Voiture              | Groupe | Temps           | Écart         |
| ---- | ---------------- | ---------------- | -------------------- | ------ | --------------- | ------------- |
| 1    | Jean Ragnotti    | Jean-Marc Andrié | Renault 5 Turbo      | 4      | 9 h 12 min 02 s |               |
| 2    | Guy Fréquelin    | Jean Todt        | Talbot Sunbeam Lotus | 2      | 9 h 13 min 36 s | + 1 min 34 s  |
| 3    | Jochi Kleint     | Gunter Wanger    | Opel Ascona 400      | 4      | 9 h 17 min 28 s | + 5 min 26 s  |
| 4    | Anders Kulläng   | Bruno Berglund   | Opel Ascona 400      | 4      | 9 h 23 min 17 s | + 11 min 15 s |
| 5    | Henri Toivonen   | Fred Gallagher   | Talbot Sunbeam Lotus | 2      | 9 h 26 min 47 s | + 14 min 45 s |
| 6    | Markku Alén      | Ilkka Kivimäki   | Fiat 131 Abarth      | 4      | 9 h 28 min 29 s | + 16 min 27 s |
| 7    | Bernard Darniche | Alain Mahé       | Lancia Stratos HF    | 4      | 9 h 28 min 43 s | + 16 min 41 s |
| 8    | Björn Waldegård  | Hans Thorszelius | Ford Escort RS1800   | 4      | 9 h 36 min 35 s | + 24 min 33 s |
| 9    | Jacques Alméras  | 'Tilber'         | Porsche 911 SC       | 4      | 9 h 48 min 09 s | + 36 min 07 s |
| 10   | Alain Coppier    | Josépha Laloz    | Renault 5 Turbo      | 4      | 9 h 50 min 28 s | + 38 min 26 s |

#### Digne - Monaco
Les concurrents repartent de Digne après une courte pause de deux heures. Le secteur du col de Corobin est encore enneigé et Ragnotti s'y montre le plus rapide, portant son avance sur Fréquelin à deux minutes. Il accentue encore l’écart sur son adversaire dans le secteur suivant, lui reprenant plus de quarante-cinq secondes. Il n'a ensuite plus qu'à assurer pour remporter son premier Rallye Monte-Carlo, qu'il termine avec près de trois minutes d'avance sur Fréquelin, qui s'attribue la victoire en groupe 2. Très régulier, Kleint termine à une belle troisième place, devant son coéquipier Kulläng. Retardé lors du parcours de classement, Toivonen termine à la cinquième place pour sa première participation, alors que Darniche est parvenu à arracher la sixième place à Alén. Quatorzième au classement général, Clarr s'impose en groupe 1 alors que Gardavot, vingt-et-unième sur sa Porsche, s'est montré le meilleur en groupe 3.

### Classements intermédiaires
Classements intermédiaires des pilotes après chaque épreuve spéciale,

### Classement général

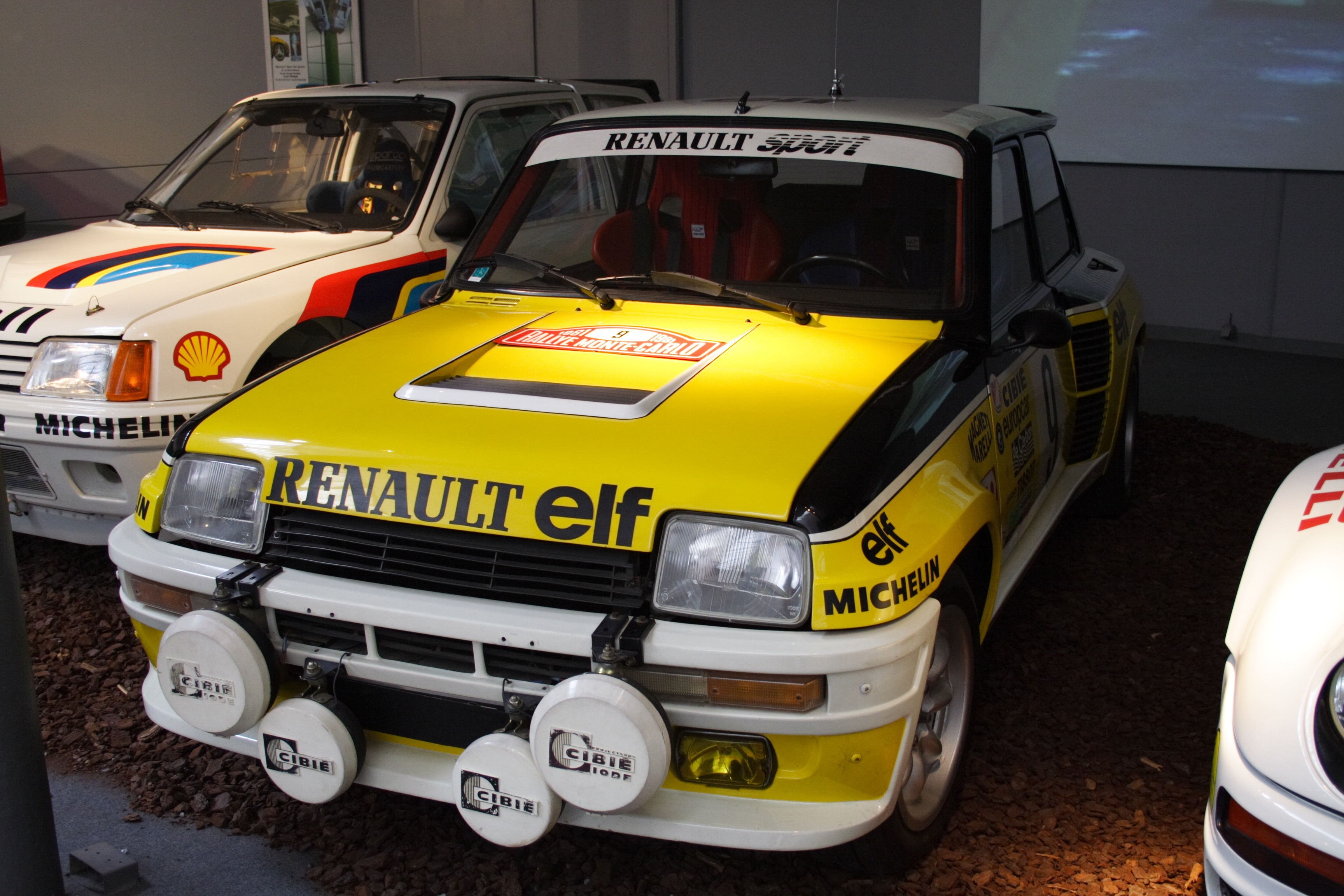
Première victoire pour la Renault 5 Turbo de Jean Ragnotti.

| Pos | No | Pilote           | Copilote         | Voiture              | Temps            | Écart         | Groupe |
| --- | -- | ---------------- | ---------------- | -------------------- | ---------------- | ------------- | ------ |
| 1   | 9  | Jean Ragnotti    | Jean-Marc Andrié | Renault 5 Turbo      | 9 h 55 min 55 s  |               | 4      |
| 2   | 16 | Guy Fréquelin    | Jean Todt        | Talbot Sunbeam Lotus | 9 h 58 min 49 s  | + 2 min 54 s  | 2      |
| 3   | 6  | Jochi Kleint     | Gunter Wanger    | Opel Ascona 400      | 10 h 02 min 54 s | + 6 min 59 s  | 4      |
| 4   | 11 | Anders Kulläng   | Bruno Berglund   | Opel Ascona 400      | 10 h 08 min 44 s | + 12 min 49 s | 4      |
| 5   | 8  | Henri Toivonen   | Fred Gallagher   | Talbot Sunbeam Lotus | 10 h 11 min 42 s | + 15 min 47 s | 2      |
| 6   | 4  | Bernard Darniche | Alain Mahé       | Lancia Stratos HF    | 10 h 13 min 02 s | + 17 min 07 s | 4      |
| 7   | 2  | Markku Alén      | Ilkka Kivimäki   | Fiat 131 Abarth      | 10 h 14 min 07 s | + 18 min 12 s | 4      |
| 8   | 1  | Björn Waldegård  | Hans Thorszelius | Ford Escort RS1800   | 10 h 21 min 52 s | + 25 min 57 s | 4      |
| 9   | 23 | Jacques Alméras  | 'Tilber'         | Porsche 911 SC       | 10 h 33 min 38 s | + 37 min 43 s | 4      |
| 10  | 17 | Alain Coppier    | Josépha Laloz    | Renault 5 Turbo      | 10 h 37 min 25 s | + 41 min 30 s | 4      |

### Classements par groupe

#### Groupe 1
| Pos | no  | Pilote            | Copilote                | Voiture             | Temps            | Écart         | Class. général        |
| --- | --- | ----------------- | ----------------------- | ------------------- | ---------------- | ------------- | --------------------- |
| 1   | 25  | Jean-Louis Clarr  | Jean-François Fauchille | Opel Ascona 2000    | 10 h 53 min 11 s |               | 14e à 57 min 16 s     |
| 2   | 30  | Bror Danielsson   | Bob de Jong             | Opel Ascona 2000    | 11 h 03 min 17 s | + 10 min 06 s | 17e à 1 h 07 min 22 s |
| 3   | 109 | François Chatriot | Bernard Trastour        | Volkswagen Golf GTI | 11 h 24 min 17 s | + 31 min 06 s | 20e à 1 h 28 min 22 s |

#### Groupe 2
| Pos | no | Pilote         | Copilote         | Voiture              | Temps            | Écart             | Class. général        |
| --- | -- | -------------- | ---------------- | -------------------- | ---------------- | ----------------- | --------------------- |
| 1   | 16 | Guy Fréquelin  | Jean Todt        | Talbot Sunbeam Lotus | 9 h 58 min 49 s  |                   | 2e à 2 min 54 s       |
| 2   | 8  | Henri Toivonen | Fred Gallagher   | Talbot Sunbeam Lotus | 10 h 11 min 42 s | + 12 min 53 s     | 5e à 15 min 47 s      |
| 3   | 47 | Pierre Toujan  | Annick Peuvergne | Peugeot 104 ZS       | 11 h 21 min 38 s | + 1 h 22 min 49 s | 18e à 1 h 25 min 43 s |

#### Groupe 3
| Pos | no  | Pilote             | Copilote              | Voiture        | Temps            | Écart             | Class. général        |
| --- | --- | ------------------ | --------------------- | -------------- | ---------------- | ----------------- | --------------------- |
| 1   | 42  | Christian Gardavot | Claude Ferrato        | Porsche 911 SC | 11 h 24 min 48 s |                   | 21e à 1 h 28 min 53 s |
| 2   | 145 | Daniel Dupuy       | Annick Habert         | Porsche 911 SC | 12 h 23 min 40 s | + 58 min 52 s     | 59e à 2 h 27 min 45 s |
| 3   | 91  | Michel Peyret      | Jean-Jacques Cornelli | Porsche 911 SC | 12 h 34 min 25 s | + 1 h 09 min 37 s | 70e à 2 h 38 min 30 s |

#### Groupe 4
| Pos | no | Pilote         | Copilote         | Voiture         | Temps            | Écart         | Class. général   |
| --- | -- | -------------- | ---------------- | --------------- | ---------------- | ------------- | ---------------- |
| 1   | 9  | Jean Ragnotti  | Jean-Marc Andrié | Renault 5 Turbo | 9 h 55 min 55 s  |               | Vainqueur absolu |
| 2   | 6  | Jochi Kleint   | Gunter Wanger    | Opel Ascona 400 | 10 h 02 min 54 s | + 6 min 59 s  | 3e à 6 min 59 s  |
| 3   | 11 | Anders Kulläng | Bruno Berglund   | Opel Ascona 400 | 10 h 08 min 44 s | + 12 min 49 s | 4e à 12 min 49 s |

### Équipages de tête
- ES1 à ES10 :  Hannu Mikkola -  Arne Hertz (Audi Quattro)
- ES11 à ES24 :  Jean-Luc Thérier -  Michel Vial (Porsche 911 SC)
- ES25 à ES32 :  Jean Ragnotti -  Jean-Marc Andrié (Renault 5 Turbo)

### Vainqueurs d'épreuves spéciales
- Hannu Mikkola -  Arne Hertz (Audi Quattro) : 8 spéciales (ES 1 à 6, 10, 22)
- Jean Ragnotti -  Jean-Marc Andrié (Renault 5 Turbo) : 7 spéciales (ES 12, 13, 16 à 18, 20, 30)
- Bernard Darniche -  Alain Mahé (Lancia Stratos HF) : 6 spéciales (ES 7, 25 à 27, 31, 32)
- Jean-Luc Thérier -  Michel Vial (Porsche 911 SC) : 4 spéciales (ES 14, 19, 21, 23)
- Guy Fréquelin -  Jean Todt (Talbot Sunbeam Lotus) : 4 spéciales (ES 11, 15, 28, 29)
- Bruno Saby -  Daniel Le Saux (Renault 5 turbo) : 2 spéciales (ES 8, 9)
- Jacques Alméras  'Tilber' (Porsche 911 SC) : 1 spéciale (ES 24)

## Résultats des principaux engagés
| No  | Pilote             | Copilote                | Voiture                 | Groupe | Classement général                                           | Class. groupe |
| --- | ------------------ | ----------------------- | ----------------------- | ------ | ------------------------------------------------------------ | ------------- |
| 1   | Björn Waldegård    | Hans Thorszelius        | Ford Escort RS1800      | 4      | 8e à 25 min 57 s                                             | 6e            |
| 2   | Markku Alén        | Ilkka Kivimäki          | Fiat 131 Abarth         | 4      | 7e à 18 min 12 s                                             | 5e            |
| 3   | Ari Vatanen        | David Richards          | Ford Escort RS1800      | 4      | ab. après la 24e spéciale (moteur)                           | -             |
| 4   | Bernard Darniche   | Alain Mahé              | Lancia Stratos HF       | 4      | 6e à 17 min 07 s                                             | 4e            |
| 5   | Hannu Mikkola      | Arne Hertz              | Audi Quattro            | 4      | ab. dans la 26e spéciale (sortie de route) – classé 91e      | -             |
| 6   | Jochi Kleint       | Gunter Wanger           | Opel Ascona 400         | 4      | 3e à 6 min 59 s                                              | 2e            |
| 7   | Attilio Bettega    | Maurizio Perissinot     | Fiat Ritmo Abarth       | 2      | ab. après la 11e spéciale (moteur)                           | -             |
| 8   | Henri Toivonen     | Fred Gallagher          | Talbot Sunbeam Lotus    | 2      | 5e à 15 min 47 s                                             | 2e            |
| 9   | Jean Ragnotti      | Jean-Marc Andrié        | Renault 5 Turbo         | 4      | 1er                                                          | 1er           |
| 10  | Jean-Luc Thérier   | Michel Vial             | Porsche 911 SC          | 4      | ab. dans la 25e spéciale (sortie de route) – classé 95e      | -             |
| 11  | Anders Kulläng     | Bruno Berglund          | Opel Ascona 400         | 4      | 4e à 12 min 49 s                                             | 3e            |
| 12  | Per Eklund         | Ragnar Spjuth           | Volkswagen Golf GTI     | 2      | ab. dans la 19e spéciale (moteur)                            | -             |
| 14  | Dario Cerrato      | Luciano Guizzardi       | Fiat 131 Abarth         | 4      | 11e à 46 min 43 s                                            | 9e            |
| 15  | Michèle Mouton     | Annie Arrii             | Audi Quattro            | 4      | ab. dans le parcours de concentration (sable dans l’essence) | -             |
| 16  | Guy Fréquelin      | Jean Todt               | Talbot Sunbeam Lotus    | 2      | 2e à 2 min 54 s                                              | 1er           |
| 17  | Alain Coppier      | Josépha Laloz           | Renault 5 Turbo         | 4      | 10e à 41 min 30 s                                            | 8e            |
| 20  | Bruno Saby         | Daniel Le Saux          | Renault 5 turbo         | 4      | ab. dans la 28e spéciale (sortie de route) – classé 85e      | -             |
| 22  | Salvador Servià    | Alex Brustenga          | Ford Fiesta 1600        | 2      | 22e à 1 h 31 min 36 s                                        | 5e            |
| 23  | Jacques Alméras    | 'Tilber'                | Porsche 911 SC          | 4      | 9e à 37 min 43 s                                             | 7e            |
| 24  | Rauno Aaltonen     | Kevin Gormley           | Datsun Violet GT        | 4      | 13e à 55 min 02 s                                            | 11e           |
| 25  | Jean-Louis Clarr   | Jean-François Fauchille | Opel Ascona 2000        | 1      | 14e à 57 min 16 s                                            | 1er           |
| 26  | Alain Beauchef     | Jean-René Dubois        | Renault 5 Alpine        | 2      | ab. dans la 28e spéciale (sortie de route) – classé 87e      | -             |
| 30  | Bror Danielsson    | Bob de Jong             | Opel Ascona 2000        | 1      | 17e à 1 h 07 min 22 s                                        | 2e            |
| 32  | Jürgen Barth       | Roland Kussamul         | Porsche 924 Carrera GTS | 4      | ab. dans la 25e spéciale (transmission) – classé 96e         | -             |
| 34  | Guillaume Sanson   | Christian Mazloumian    | Porsche 911 SC          | 4      | 12e à 49 min 41 s                                            | 10e           |
| 35  | Dany Snobeck       | Denise Emmanuelli       | Ford Escort RS1800      | 4      | ab. après la 25e spéciale (joint de culasse) – classé 92e    | -             |
| 36  | Claude Haldi       | Bernard Sandoz          | Porsche 911 Turbo       | 4      | ab. au départ du parcours commun (retrait)                   | -             |
| 37  | Jean-Pierre Ballet | Alain Garçon            | Porsche 911 SC          | 3      | ab. dans le parcours commun (boîte de vitesses)              | -             |
| 40  | Pierre Pagani      | Philippe Séclier        | Alfa Romeo Alfasud TI   | 1      | 25e à 1 h 45 min 19 s                                        | 4e            |
| 41  | Nicolas Koob       | Léon Linden             | Volkswagen Golf GTI     | 2      | 19e à 1 h 27 min 00 s                                        | 4e            |
| 42  | Christian Gardavot | Claude Ferrato          | Porsche 911 SC          | 3      | 21e à 1 h 28 min 53 s                                        | 1er           |
| 47  | Pierre Toujan      | Annick Peuvergne        | Peugeot 104 ZS          | 2      | 18e à 1 h 25 min 43 s                                        | 3e            |
| 49  | Olivier Lamirault  | Chantal Sola            | Alpine A310 V6          | 4      | 16e à 58 min 37 s                                            | 12e           |
| 58  | Thierry Lousteau   | Hervé Guibert           | Alpine A310 V6          | 4      | 15e à 58 min 03 s                                            | 11e           |
| 109 | François Chatriot  | Bernard Trastour        | Volkswagen Golf GTI     | 1      | 20e à 1 h 28 min 22 s                                        | 3e            |

## Classements des championnats à l'issue de la course

### Constructeurs
- attribution des points : 10, 9, 8, 7, 6, 5, 4, 3, 2, 1 respectivement aux dix premières marques de chaque épreuve, additionnés de 8, 7, 6, 5, 4, 3, 2, 1 respectivement aux huit premières de chaque groupe (seule la voiture la mieux classée de chaque constructeur marque des points). Les points de groupe ne sont attribués qu'aux concurrents ayant terminé dans les dix premiers au classement général.
- seuls les sept meilleurs résultats (sur dix épreuves) sont retenus pour le décompte final des points.

| Pos. | Marque  | Points | M-C  | POR | SAF | COR | ACR | ARG | FIN | SAN | CIV | RAC |
| ---- | ------- | ------ | ---- | --- | --- | --- | --- | --- | --- | --- | --- | --- |
| 1    | Renault | 18     | 10+8 |     |     |     |     |     |     |     |     |     |
| 2    | Talbot  | 17     | 9+8  |     |     |     |     |     |     |     |     |     |
| 3    | Opel    | 15     | 8+7  |     |     |     |     |     |     |     |     |     |
| 4    | Lancia  | 10     | 5+5  |     |     |     |     |     |     |     |     |     |
| 5    | Fiat    | 8      | 4+4  |     |     |     |     |     |     |     |     |     |
| 6    | Ford    | 6      | 3+3  |     |     |     |     |     |     |     |     |     |
| 7    | Porsche | 4      | 2+2  |     |     |     |     |     |     |     |     |     |

### Pilotes
- attribution des points : 20, 15, 12, 10, 8, 6, 4, 3, 2, 1 respectivement aux dix premiers de chaque épreuve.
- seuls les sept meilleurs résultats (sur douze épreuves) sont retenus pour le décompte final des points.

| Pos. | Pilote           | Marque  | Points | M-C | SUE | POR | SAF | COR | ACR | ARG | BRE | FIN | SAN | CIV | RAC |
| ---- | ---------------- | ------- | ------ | --- | --- | --- | --- | --- | --- | --- | --- | --- | --- | --- | --- |
| 1    | Jean Ragnotti    | Renault | 20     | 20  |     |     |     |     |     |     |     |     |     |     |     |
| 2    | Guy Fréquelin    | Talbot  | 15     | 15  |     |     |     |     |     |     |     |     |     |     |     |
| 3    | Jochi Kleint     | Opel    | 12     | 12  |     |     |     |     |     |     |     |     |     |     |     |
| 4    | Anders Kulläng   | Opel    | 10     | 10  |     |     |     |     |     |     |     |     |     |     |     |
| 5    | Henri Toivonen   | Talbot  | 8      | 8   |     |     |     |     |     |     |     |     |     |     |     |
| 6    | Bernard Darniche | Lancia  | 6      | 6   |     |     |     |     |     |     |     |     |     |     |     |
| 7    | Markku Alén      | Fiat    | 4      | 4   |     |     |     |     |     |     |     |     |     |     |     |
| 8    | Björn Waldegård  | Ford    | 3      | 3   |     |     |     |     |     |     |     |     |     |     |     |
| 9    | Jacques Alméras  | Porsche | 2      | 2   |     |     |     |     |     |     |     |     |     |     |     |
| 10   | Alain Coppier    | Renault | 1      | 1   |     |     |     |     |     |     |     |     |     |     |     |